# Colonisation de l'Islande
Vous lisez un « bon article » labellisé en 2017.
Cet article concerne le peuplement de l'Islande durant l'âge des Vikings. Pour la conquête progressive de l'Islande par le roi de Norvège au XIIIe siècle, voir Âge des Sturlungar.
Pour un article plus général, voir Histoire de l'Islande.
Cette page contient des caractères spéciaux ou non latins. S’ils s’affichent mal (▯, ?, etc.), consultez la page d’aide Unicode.
v. 874 – 930
Entités suivantes :
- État libre islandais

La colonisation de l'Islande (en islandais : Landnámsöld, littéralement « âge de la colonisation ») est la période de l'histoire de l'Islande se déroulant entre 870 et 930 durant laquelle l'île, jusque-là inhabitée, est peuplée par les Scandinaves dans le cadre de l'expansion territoriale survenue durant l'âge des Vikings et les premières structures gouvernementales créées jusqu'à la fondation en 930 de l'État libre islandais. L'histoire de la colonisation nous est connue principalement par le « Livre de la colonisation » (Landnámabók) et le « Livre des Islandais » (Íslendingabók), ainsi que par les sagas des Islandais. Cependant ces textes écrits seulement à partir du XIIe siècle ont une fiabilité douteuse et l'archéologie est indispensable afin de vérifier les faits racontés dans ces écrits.
Au IVe siècle av. J.-C., le navigateur grec Pythéas mentionne une terre nommée Thulé, qui sera citée par d'autres auteurs de l'Antiquité et du Moyen Âge. Néanmoins, il s'agissait a priori plutôt de la côte norvégienne. Le premier à mentionner une terre étant vraisemblablement l'Islande est l'Irlandais Dicuil vers 825 apr. J.-C., qui parle d'une terre au nord où des moines auraient séjourné. Vers 860, des marins scandinaves découvrent l'Islande habitée par quelques moines irlandais, les papar, ce qui concorde avec le récit de Dicuil. Le premier résident permanent scandinave de l'île est, d'après la légende, Ingólfr Arnarson, qui s'installe à Reykjavik vers 874. S'ensuivent soixante ans durant lesquels des Vikings venus de Norvège principalement, accompagnés de leurs familles et de leurs serviteurs, colonisent l'île. En l'an 930, un parlement commun à toute l'île est fondé, l'Althing : c'est le début de l'État libre islandais.
Les colons, principalement originaires de l'Ouest de la Norvège, s'installent sur la côte, les plaines et les vallées fluviales, dans des fermes isolées, où ils vivent selon les mœurs vikings : ils ne possèdent pas de gouvernement centralisé mais se réunissent dans des things locaux où les hommes libres peuvent exposer librement leur opinion. Bénéficiant de conditions favorables à l'époque sur l'île, qui se dégraderont par la suite à cause de l'exploitation des ressources, leur économie repose sur la chasse, la pêche et l'élevage.

## Histoire

### Découverte

Carte indiquant les voyages des premiers explorateurs et des premiers établissements scandinaves en Islande au IXe siècle.

Dès l'an 320 av. J.-C. environ, le navigateur grec originaire de Marseille Pythéas mentionne une terre qu'il nomme Thulé, située au nord de l'Angleterre. Plusieurs auteurs de l'Antiquité et du Moyen Âge mentionneront encore cette terre inconnue, dont l'historien du VIe siècle apr. J.-C. Procope de Césarée, ou encore le moine anglo-saxon Bède le Vénérable au VIIe siècle,. Ces récits correspondraient probablement en réalité à la côte norvégienne et non islandaise. Des fouilles archéologiques dans l'Est de l'Islande ont mis au jour des pièces de monnaie romaines (antoninien) du IIIe siècle apr. J.-C. Il est donc possible que des bateaux romains aient dérivé depuis la Grande-Bretagne et atteint l'Islande. Au début du IXe siècle, un moine irlandais, Dicuil, mentionne dans son traité De mensura orbis terrae une autre Thulé, qui serait vraisemblablement l'Islande.
Selon l'Íslendingabók de Ari Þorgilsson le Savant et le Landnámabók, les premiers colonisateurs scandinaves trouvent l’Islande déserte à l’exception de quelques « papar »,. Ces papar sont également cités par Dicuil, qui affirme avoir parlé de Thulé avec des moines irlandais ayant visité l'île en l'an 795,. Plusieurs toponymes en Islande font également référence aux papar, par exemple l'île de Papey (« île des papar »). Les papar étaient venus chercher la solitude à bord de currach, des bateaux faits de peaux assemblées tendues sur une armature de bois. Ils auraient quitté l'Islande pour éviter de côtoyer des païens,.

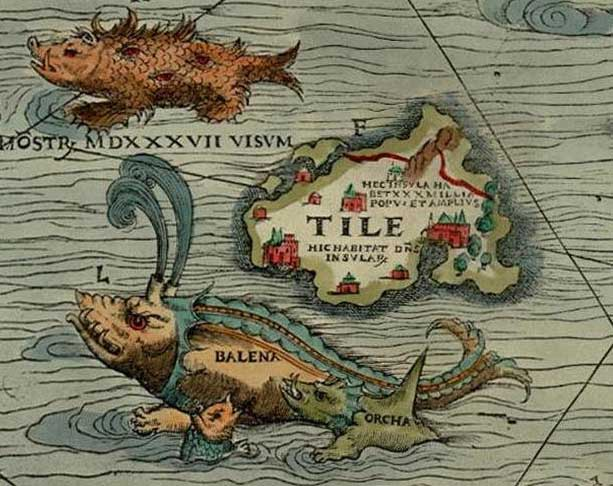
La mythique Thulé sur la Carta Marina du XVIe siècle.

Le Landnámabók présente deux traditions à l'origine de la découverte de l'Islande par les Vikings. Selon la première, l’Islande aurait été découverte vers l'an 861 par des marins norvégiens dont faisait partie un certain Naddoddr. Après s'être perdus en mer, ils auraient débarqué sur la côte Est de l'île, à Reyðarfjall selon l'historien islandais du XIIe siècle Sæmundr Sigfússon. En repartant vers les îles Féroé, de la neige serait tombée en abondance sur les montagnes, et ils auraient baptisé le pays Snaeland (« Pays de la neige »),. La seconde tradition est présentée dans le chapitre suivant qui raconte le voyage en Islande d'un Viking suédois, Garðar Svavarsson, qui serait le premier Viking à avoir vécu en Islande. Il serait le premier à avoir effectué le tour de l'Islande et conclu qu'il s'agissait d'une île ; après quoi il s'installe à Húsavík (dans la baie de Skjálfandi sur la côte Nord), où il construit une maison et passe un hiver. Lorsqu'il repart pour la Norvège au printemps, un de ses hommes, Náttfari, s'enfuit en compagnie de deux esclaves, un homme et une femme ; ils s'installent à l'endroit qui deviendra Náttfaravík (« la baie de Náttfari »), en face de Húsavík, et seraient ainsi les premiers résidents permanents de l'île. Ils ont probablement été chassés ultérieurement par des nouveaux colons. En arrivant en Norvège, Garðar fait l'éloge de l'île qu'il nomme Garðarshólmur (« l'île de Garðar »),.
Selon le Landnámabók, le premier homme à avoir navigué volontairement en direction de Garðarshólmur fut le Norvégien Flóki Vilgerðarson, surnommé Hrafna-Flóki (« Flóki aux Corbeaux »). Il serait parti de Norvège, sur la côte entre Hordaland et Rogaland, accompagné de deux hommes nommés Þorolf et Herjolf, et d'un autre originaire des îles Hébrides nommé Faxi. Selon la légende, il aurait pris avec lui trois corbeaux, qu'il aurait lâchés durant le voyage. Le premier serait revenu vers les îles Féroé où ils avaient fait escale, le second serait revenu sur le bateau, mais le troisième se serait placé devant le bateau et aurait indiqué la direction à suivre,. L'équipage se serait ensuite installé à Vatnsfjörður sur le Barðaströnd (au Nord-Ouest de l'Islande),. Durant l'hiver, le bétail qu'ils avaient emmené périt. Alors que le printemps est très froid, Flóki gravit une montagne, et, voyant un fjord recouvert de glace, il donne au pays son nom définitif, Ísland (« pays de glace »),. Ils ne peuvent repartir durant l'été, et sont obligés de passer un deuxième hiver extrêmement rude, avant de prendre la mer pour la Norvège à l'été suivant. Quand on les questionne sur cette nouvelle terre, Flóki dit qu'elle n'a rien d'intéressant, mais Herjolf déclare qu'elle a des qualités et des défauts.

### LeLandnám(871-920)

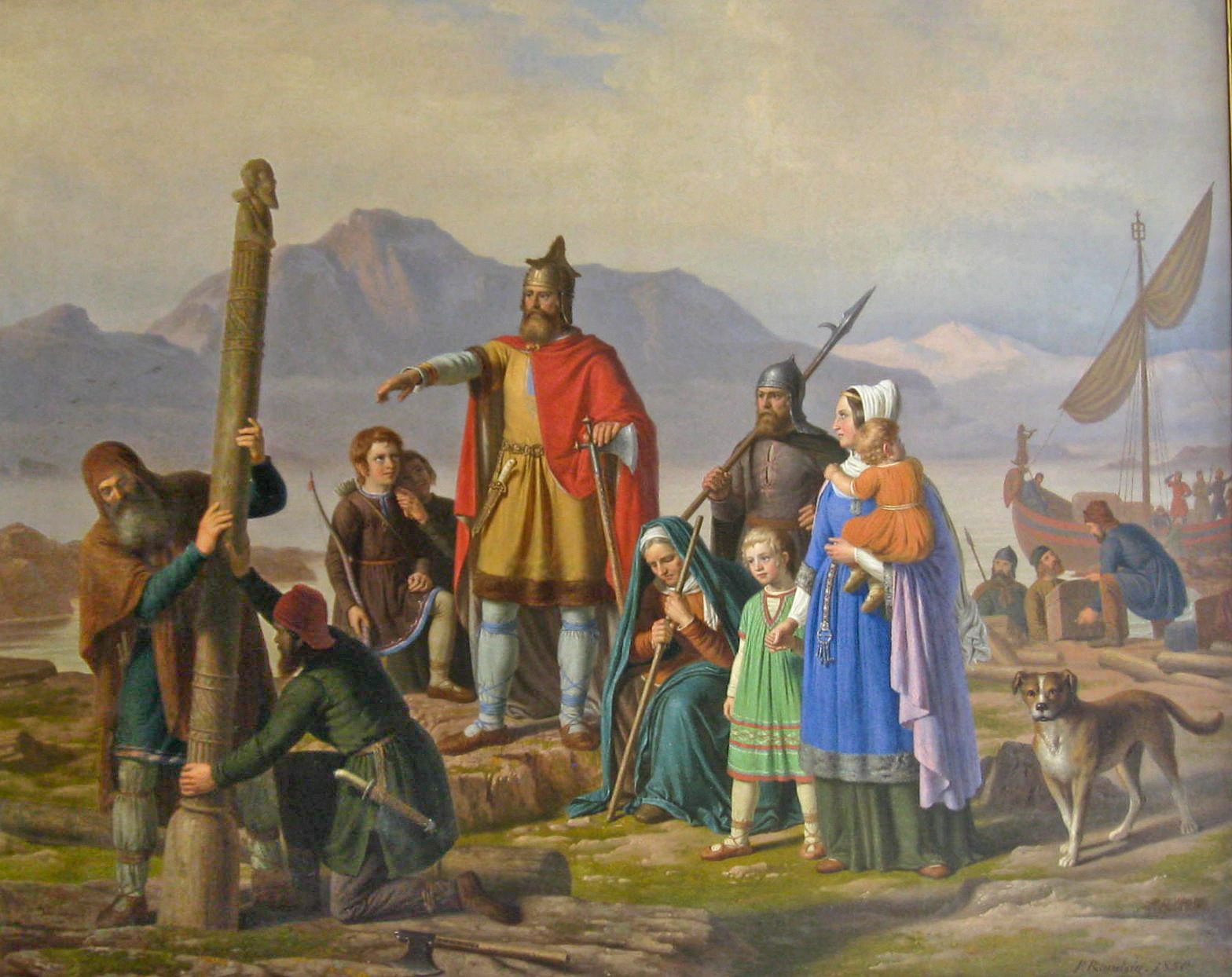
Ingolf tager Island i besiddelse (« Ingólfr prend possession de l'Islande »), Johan Peter Raadsig, 1850.
Cette peinture représente le mythe fondateur de l'Islande : l'arrivée d'Ingólfr Arnarson sur le site de la future Reykjavik en 874.

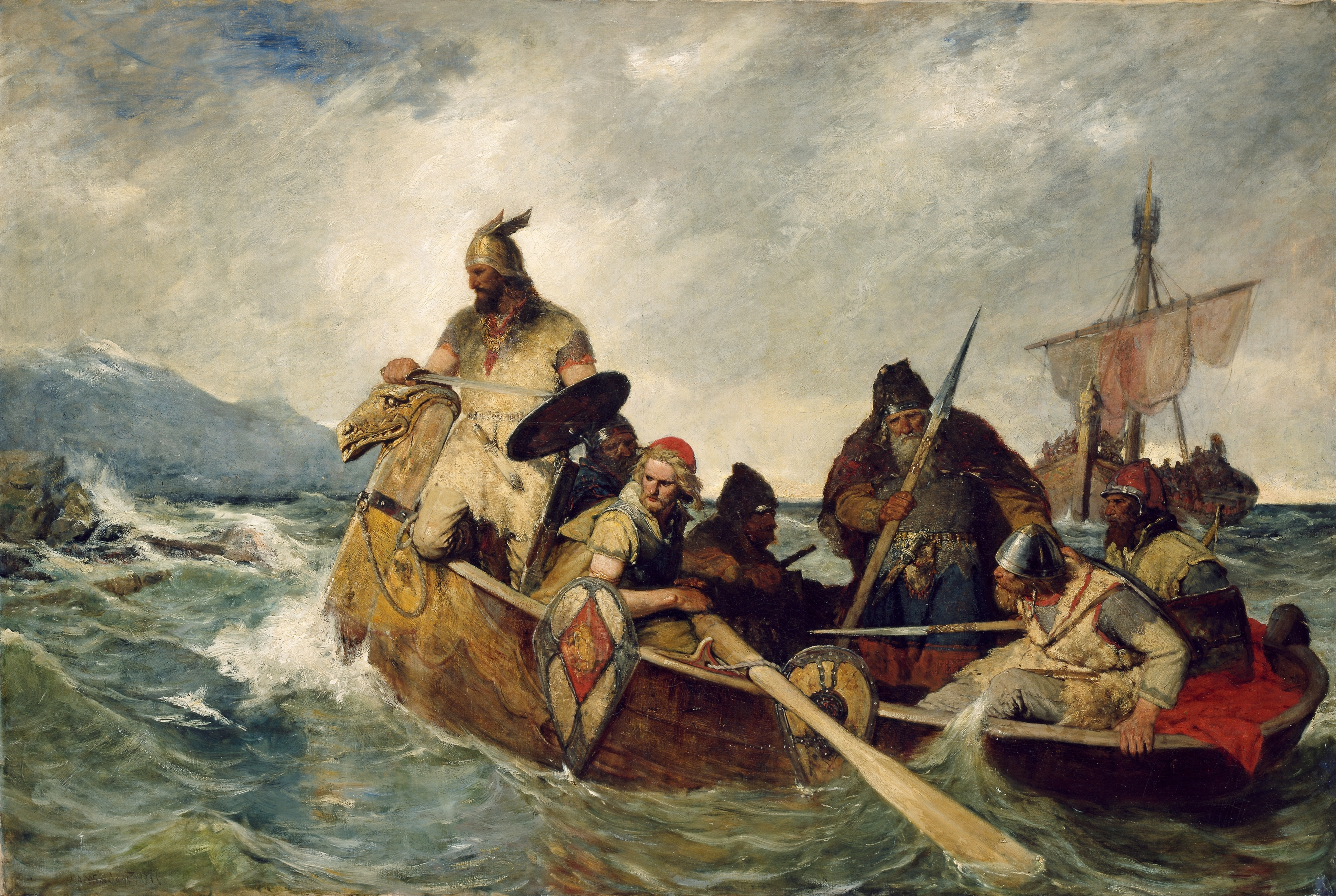
Les Norvégiens débarquent en Islande, peinture d'Oscar Wergeland, 1877.

Selon la légende, le Norvégien Ingólfr Arnarson et son beau-frère Hjörleifr Hróðmarsson sont les deux premiers Scandinaves à s'installer durablement en Islande, vers l'an 870 selon l'Íslendingabók, en 874 selon le Landnámabók. Ils auraient quitté la Norvège après une affaire difficile avec le jarl Atli. Après un premier voyage en Islande, Ingólfr revient en Norvège tandis que Hjörleifr part en expédition en Irlande afin de s'approvisionner en vivres et en esclaves, avant de rejoindre Ingólfr en Norvège. Les deux hommes reprennent ensuite la route de l'Islande. La légende veut qu'Ingólfr ait fait jeter par-dessus bord ses öndvegissúlur (piliers de son haut-siège), promettant de s'installer là où ils aborderaient. Cependant, il les perd rapidement de vue et accoste à Ingólfshöfði (« la résidence d'Ingólfr »), dans le sud-est de l'île, tandis que Hjörleifr arrive lui au lieu qui prendra le nom de Hjörleifshöfði (« la résidence de Hjörleifr »). Alors qu'il les avait attelés à sa charrue, les esclaves d'Hjörleilf tuent leur maître. Quand les deux serviteurs envoyés par Ingólfr à la recherche des öndvegissúlur arrivent à Hjörleifshöfði et trouvent le cadavre d'Hjörleilf, ils vont prévenir Ingólfr qui poursuit les esclaves qui s'étaient réfugiés sur des îlots au sud de l’Islande. Il venge son beau-frère en les tuant, et donne aux îles leur nom : Vestmannaeyjar (vestman, « homme de l’Ouest », désignant les Irlandais). Après trois années de recherche, ses esclaves trouvent enfin les öndvegissúlur qui avaient été jetés pendant le voyage, et Ingólfr s'installe à l'endroit de leur découverte ; il s'agit du site où sera construite l'actuelle capitale de l'Islande, Reykjavik,.
La colonisation de l’Islande commence donc aux environs de 870, et s'inscrit dans la période d'expansion territoriale survenue à l'âge des Vikings durant laquelle les Scandinaves iront notamment coloniser l'Amérique. Cette date donnée par les sources écrites du XIIe siècle, est confirmée par l’archéologie, notamment grâce aux dates précises que donne l’étude des téphras issus des éruptions volcaniques.
Selon les sources écrites médiévales islandaises, les Scandinaves qui partent vers l'Islande cherchent à fuir l'autorité du roi de Norvège Harald à la Belle Chevelure qui unifie pour la première fois le pays et impose son pouvoir despotique aux populations. Beaucoup de ces colons étaient probablement riches, une telle expédition étant coûteuse, et craignaient peut-être de perdre leur influence avec la prise de pouvoir d'Harald. La légende raconte également qu'Harald, craignant de voir son royaume se dépeupler, interdit dans un premier temps l'émigration, et finalement oblige les émigrants norvégiens à payer une taxe au roi lors de leur départ. Cependant cette histoire est remise en cause, car, bien que le règne de Harald coïncide avec la colonisation de l'Islande, les sources médiévales ont certainement exagéré son caractère tyrannique. De plus, d'autres raisons permettent d'expliquer le souhait des Norvégiens de partir en Islande, notamment la forte croissance démographique scandinave au IXe siècle qui aboutit à la colonisation de nouvelles terres dont l'Islande par les Vikings, la faible surface habitable des îles Féroé qui pousse les Scandinaves à chercher une nouvelle terre, ou encore les défaites subies par les Vikings en Irlande, jusqu'à leur expulsion de Dublin en 902,. Certains spécialistes doutent même de l'existence d'Harald car les premières sources écrites le mentionnant datent du XIIe siècle, soit plus de deux siècles après sa mort vers 932.
Les premiers arrivants, une centaine, s'octroient de vastes territoires en se basant sur les éléments géographiques tels que les montagnes ou les rivières, ou encore les lignes de partage des eaux, ce qui provoquera la colère des colons plus tardifs qui considèrent que la superficie de ces domaines est excessive.
Selon la tradition, Þorsteinn, fils d’Ingólfr Arnarson, le premier colon, institue la première assemblée locale, le thing de Kjalarnes (au nord de Reykjavik),, vers l'an 900. À la même époque, une autre assemblée du même type aurait été fondée à Þórsnes (dans le Breiðafjörður), voire peut-être ailleurs en Islande.

### Établissement de l'État libre islandais (920-930)

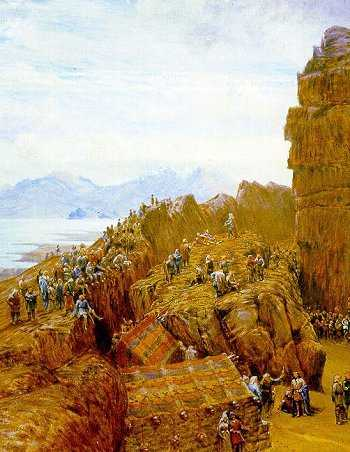
Réunion de l'Alþing au Lögberg (« Rocher de la Loi »).

La création de l'État libre islandais est due au besoin d'organisation d'une population grandissante. À partir de 920, l'île, complètement colonisée, est le théâtre d'un affrontement continuel entre les clans.
Afin d'y mettre fin, les membres du thing de Kjalarnes envoient en Norvège un homme nommé Úlfljótr étudier la loi du Gulaþing, un des plus anciens things norvégiens, tandis que son frère adoptif Grímr Geitskór parcourt l'Islande pour trouver le lieu où se tiendrait l'Assemblée nationale et choisit ce qui deviendra Þingvellir (« Plaines du Parlement »),. Selon la tradition en effet, un fermier qui habite à Bláskógar (qui est alors le nom de la région de Þingvellir) est déclaré coupable de meurtre. Il est condamné à céder ses terres qui deviennent propriété publique et peuvent ainsi être utilisées pour la réunion de l'Assemblée.
Après trois ans d'étude, Úlfljótr revient de Norvège vers 928 en ayant composé la loi qui portera son nom : la « loi d'Úlfljótr » (Úlfljótslög),. Constituée à partir de cette loi, l'Assemblée nationale, l'Alþing, se réunit chaque année à Þingvellir à partir de l'an 930. Vers 963, son fonctionnement est formalisé : l'Islande est divisée en quatre provinces composées de plusieurs things locaux.

## Conditions de la colonisation

### Une colonie scandinave et celte
La colonisation est menée essentiellement par des chefs de clan et des fermiers libres et indépendants. Elle est largement financée par la richesse accumulée grâce au commerce et aux pillages des Vikings. Ils viennent pour la plupart de Scandinavie, principalement de l'ouest de la Norvège, mais aussi des colonies norroises des îles britanniques. Dix à vingt mille personnes émigrent.
L'étude de l'ADN et de l'ADN mitochondrial des Islandais suggère que si les colons étaient majoritairement scandinaves, et principalement originaires de l'ouest de la Norvège, leurs serviteurs, leurs esclaves et leurs femmes étaient en grande partie d'origine celtique,. Ils n’arrivent pas nécessairement directement de Norvège, mais aussi de Grande-Bretagne et d’Irlande. La majorité de ceux-là étaient déjà christianisés.
L'analyse des groupes sanguins suggère que les Islandais modernes seraient plus proches biologiquement des Celtes que des Norvégiens. Néanmoins, des études récentes montrent que les épidémies de variole qu'a connues l'Islande ont pu réduire la fréquence de certains groupes sur l'île, tandis que la Norvège fut moins touchée par cette maladie ; si tel est le cas, l'analyse des groupes sanguins des Islandais modernes ne peut servir à déterminer l'origine des premiers colons islandais.

### L’installation

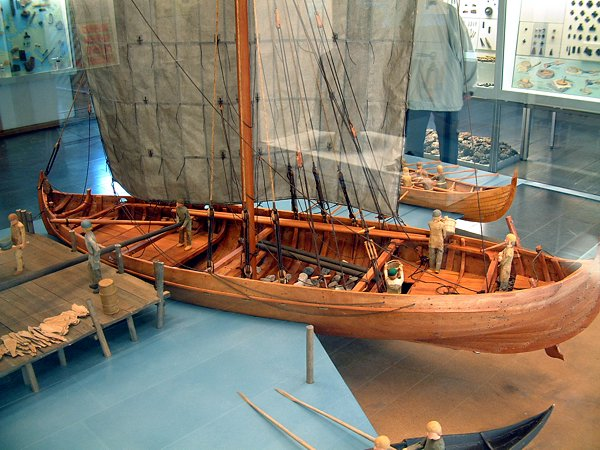
Le knörr, bateau utilisé par les colons.

Les colons s’adaptent à un environnement souvent hostile avec leur technologie et leur économie héritées de l’âge du fer européen. Ils arrivent à bord de knörr, navires destinés au grand large pouvant embarquer 50 tonnes de cargaison, avec leurs familles, leurs dépendants et leurs esclaves, des biens, des outils et des animaux domestiques,. Ils emportent souvent, comme Ingólfr, les piliers de leur haut-siège (öndvegissúlur). Parce que les knörr étaient conçus pour embarquer une lourde cargaison au détriment de la vitesse, le voyage prenait entre une et deux semaines.
Les premiers landnámsmenn s’octroient de vastes territoires, ils ne se regroupent pas en villages mais établissent des fermes isolées sur la côte, les plaines et les vallées fluviales, pas dans les terres, inhabitables. Des conflits éclatent avec les émigrants arrivés plus tard, qui, selon le Landnámabók, accusent leurs prédécesseurs de s’être attribués trop de terres. Suivant les conseils du roi de Norvège Harald à la Belle Chevelure, les habitants ont alors décidé qu'on ne pouvait s'approprier plus de terre que ce qui pouvait être entouré de feu en une journée. Ces vastes domaines sont divisés au cours des générations suivantes en plusieurs fermes. Certaines terres ont pu être vendues à de nouveaux arrivants ou à des esclaves affranchis.

### Milieu naturel
Les colons doivent s’adapter à un environnement rigoureux. L’Islande est un pays de glaciers et de volcans, pris entre le courant marin polaire au nord et à l’est, et le Gulf Stream au sud, qui réchauffe les côtes sud et ouest. Les masses d’air glacial et sec du nord s’opposent à celles humides du sud, qui provoquent de fortes précipitations de pluie et de neige, alimentant lacs, rivières et marécages propices aux oiseaux. L’intérieur des terres est pratiquement inhabitable, quasiment dénué de végétation et parsemé de montagnes sur lesquelles s'étendent de vastes glaciers. Plus de deux cents volcans actifs ont modelé un paysage lunaire, constitué de coulées de laves durcies et de pierres ponces en désagrégation. Les premiers colons bénéficient cependant d’un climat plus clément, qui se dégradera à partir du XIIe siècle. Du temps des premiers arrivants, une grande partie du pays était recouverte d'herbe et, selon Ari Þorgilsson, l'île était recouverte de forêts, ce que confirment les recherches scientifiques. L'exploitation agricole sera une des principales causes de la dégradation des sols dans les plaines du pays.
Les premiers colons savent utiliser les sources chaudes, pour cuire les aliments, faire la lessive, se réchauffer et se laver. Les bains pris en commun dans les piscines d’eau chaude ont une fonction sociale attestée par les sagas (Saga des gens du Val-au-Saumon).
Ils ne rencontrent pas de concurrence dans la faune locale, le renard arctique et le mulot étant les seuls mammifères présents à leur arrivée (à l’exception de quelques ours polaires solitaires dérivant sur les glaces flottantes venues du Groenland). Les colons introduisent des chiens, des chats, des cochons, des chèvres, des moutons, des bovins et des chevaux, et avec eux des insectes parasites. L’absence de prédateurs facilite l’élevage des bovins, qui est l’activité la plus importante au début. Celui des moutons s’intensifie au siècle suivant, mais celui des chèvres et des porcs, particulièrement destructeur pour les prairies, est pratiquement abandonné avant l’an 1000. Les robustes petits chevaux scandinaves au poil épais s’adaptent bien au milieu.
Les paysans scandinaves sont préparés à cette vie rustique, dans des fermes isolées entourées de pâturages. Les maîtres de maison (húsbóndi) sont des hommes libres, qui doivent subvenir à la nourriture de ceux qui dépendent d’eux.

### Économie de subsistance
L’Islande est à l’écart du grand commerce scandinave florissant à l’âge des Vikings et la subsistance de ses nouveaux habitants dépend des ressources locales.
La chasse cible principalement les oiseaux (perdrix des neiges, canards, oies et cygnes sauvages, macareux, grands pingouins), les phoques pour la chair et la graisse, qui sert à l’alimentation, à l’imperméabilisation des cuirs, au calfatage des bateaux, à l’éclairage (huile de phoque), et les morses (rosmhvalar) pour la chair, la graisse et l’ivoire, jusqu’à leur extinction. La pêche est pratiquée aussi bien sur les côtes (morue, requin, raie : morue séchée au vent — skreið — ou sur un morceau de bois — stokkr, qui a donné stockfisch —) que dans les rivières (saumon, truite et omble : truite et saumon fumé).
La cueillette concerne notamment la collecte du bois échoué, nécessaire pour pallier le manque de bois, le ramassage des œufs, des lichens comestibles (fjallagrös), utilisés pour remplacer la farine, la récolte de duvet d'eider, et la recherche des baleines échouées sur les côtes. La découverte de baleines peut dégénérer en affrontements violents lors du partage des énormes quantités de viande et de graisse qui en découlent, comme le raconte la saga de Gretir. La viande et la graisse dépecées sont conservées dans des fosses (hvarlgrafir) où elles fermentent.
Les colons pratiquent aussi l’élevage. Les troupeaux de bovins et d’ovins, peu nombreux dans un premier temps, prennent de l’importance et sont emmenés à l’estive dans les montagnes où ils trouvent de meilleurs pâturages (almenning, terres communes). Le fourrage récolté dans les prairies des plaines est vital pour nourrir le cheptel durant l’hiver. L’élevage devient rapidement le premier moyen de subsistance, fournissant viandes et produits laitiers. La viande fraîche n’est consommée qu’à l’automne, et les bêtes abattues sont plutôt préparées pour la conservation : en l’absence de sel, les viandes sont parfois fumées à la bouse séchée, ou bouillies et placées dans de grands bacs de bois remplis de petit-lait fermenté (súrr) où elles prennent un goût aigre et se conservent. En hiver, les vaches mises à l’étable et nourries d’une maigre quantité de foin ne produisent plus de lait. Beurre et skyr (sorte de lait fermenté), sont donc préparés à la belle saison pour être stockés. Les moutons restent dehors tout l’hiver et subviennent eux-mêmes à leur nourriture.
Dans une moindre mesure, les colons pratiquent aussi la culture de céréales (orge), mais blé et farine sont surtout importés, ce qui en fait des produits de luxe.
Les tâches liées à la production laitière – traite, préparation du skyr – sont souvent effectuées par les femmes, tout comme le filage et le tricotage de la laine. Les hommes gardent et soignent les animaux, entretiennent les bâtiments, collectent les produits naturels, transportent dans des outres à dos de cheval le skyr des burons vers les fermes, où il est traité.
La société est exclusivement rurale. Un modèle de ferme isolée, autosuffisante et disposant de vastes pâturages alentour, se généralise et perdure bien souvent jusqu’à notre époque. L’agriculture est limitée et produit peu de surplus exportables. Les techniques employées n’évoluent guère jusqu’au XIXe siècle. Leur exploitation du sol et le développement du cheptel affectent l’environnement de l’île qui s’en trouve modifié dès le XIIIe siècle. Les prairies sont dégradées par le surpâturage et dès 920 le sol des hautes terres connaît une érosion rapide. L’espace forestier se réduit rapidement, ce qui favorise également l’érosion. Les colons défrichent facilement les forêts primaires de bouleaux, souvent par brûlis, comme l’atteste l’archéologie, pour en faire des pâturages. Ce bouleau chétif fournit également le bois nécessaire au foyer et à la fabrication de charbon de bois pour la métallurgie (un minerai de fer de piètre qualité, la limonite, est abondant dans les marais, mais nécessite de grandes quantités de combustible pour que le fer en soit extrait). Avec le temps, afin de préserver les ressources limitées en bois, la tourbe était privilégiée comme combustible. De plus, le métal était souvent recyclé. Les gros arbres étant rares et rapidement abattus, il faut importer du bois de charpente pour la construction des maisons ou des bateaux. La rareté du bois oblige également à employer les roches volcaniques friables et des mottes de terre herbeuses pour clôturer les champs cultivés et les pâturages.

### Habitat

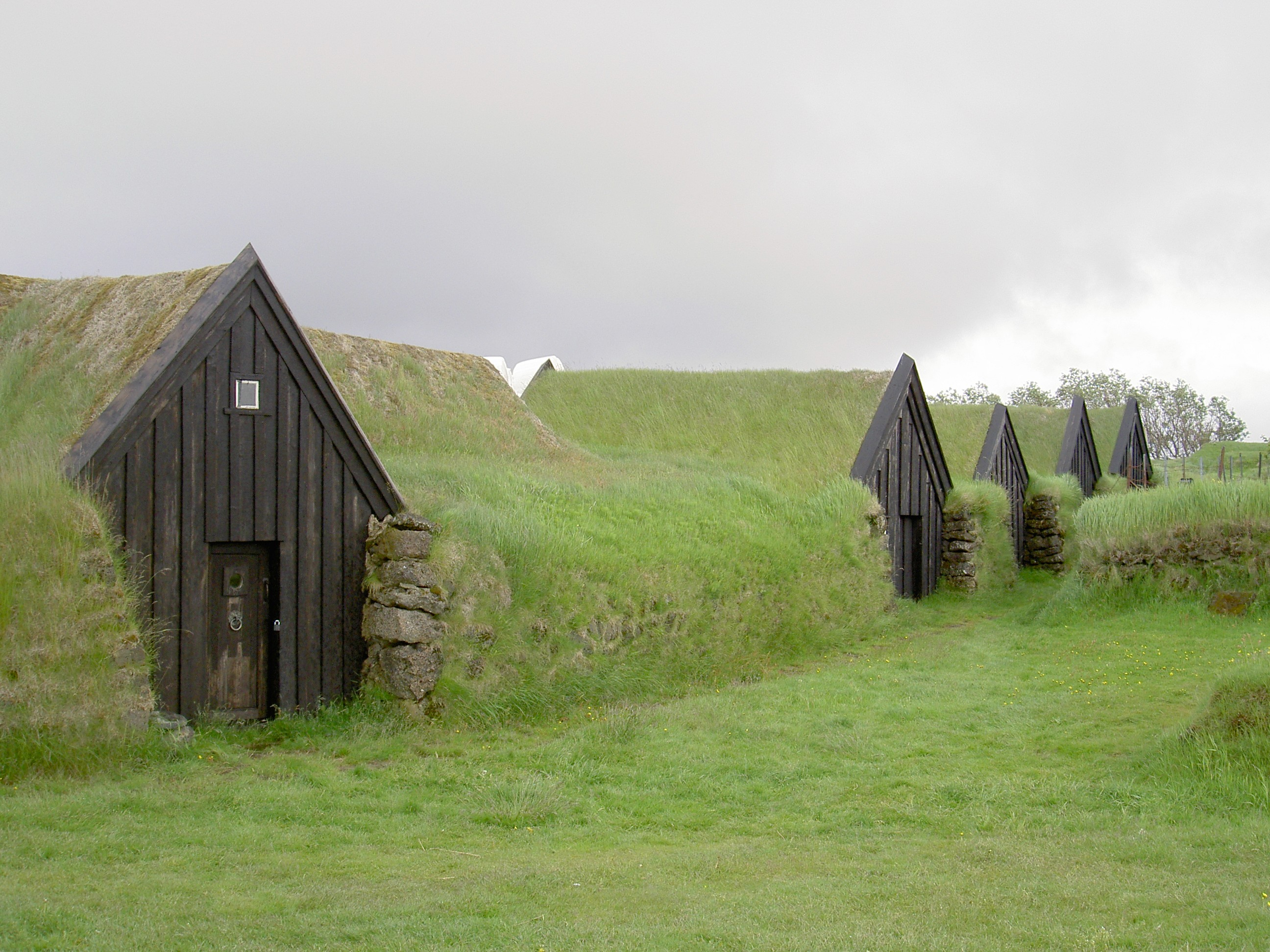
Maisons islandaises construites en 1193 à Keldur.

Les premiers Islandais, compte tenu de la rareté du bois et de la pierre dure, construisent leur maison avec des blocs de terre découpés dans le sol des prairies. Ils forment des murs épais, engazonnés et isolants autour d’une ossature de bois. Les bouleaux natifs n'étaient pas appropriés pour la construction, donc le bois était importé ou du bois flotté ramassé sur les côtes était utilisé, principalement apportés de Sibérie par les courants. Du fait de sa rareté, l'utilisation du bois était limitée au minimum nécessaire pour assurer la solidité du bâtiment. Les fondations étaient souvent en roches volcaniques. Ces maisons longues (langhús) existaient dès la Préhistoire en Scandinavie, où elles ont été remplacées par des maisons de bois à l’époque viking. Elles se composent d’une grande salle commune étroite et oblongue (skáli), qui devait être sombre et enfumée. Les parois intérieures sont entourées de banquettes larges (set) utilisées pour s’asseoir, manger et dormir. Un long foyer (langeld) occupe le centre de la pièce à même le sol et la fumée est évacuée par un simple trou dans le toit. C’est là que l’on cuit les aliments. Il y a parfois des dépendances (latrines, magasins de stockage) qui, à la fin de la période viking, peuvent communiquer directement avec la pièce principale par souci de sécurité. La porte d’entrée, en façade, est surmontée d’un gâble et son seuil est pavé de pierres. Plus tard, les fermes comporteront plusieurs pièces en plus de la salle commune : pièce à vivre (stofa), vestibule, lit-clos réservé au maître et à la maîtresse de maison.

### Artisanat et commerce
Les fermes produisent à domicile sur des métiers verticaux un tissu de bure grossière, le vaðmál, qui est utilisé pour la confection des vêtements et des toiles de voile, une fois imperméabilisé à la graisse animale. Sa production pour l’exportation commencera dès la fin du XIe siècle avec le développement des villes marchandes en Norvège. Les hommes portent une chemise longue et un pantalon de laine. Sous-vêtements de lin importés et vêtements de couleur sont un signe de richesse. Les femmes portent en général une robe fourreau, parfois plissée, couverte d’un long tablier agrafé par des broches.
Les métaux précieux (argent) sont rares et les échanges se font le plus souvent avec du bétail, des produits laitiers, des draps de vaðmál, de la laine brute ou des peaux. L’île dispose vite d’un réseau de sentiers cavaliers, mais de peu de routes carrossables. Les communications maritimes sont limitées par le coût élevé des constructions navales, notamment après la fin du XIe siècle.
Jusqu’au XIe siècle, les goðar islandais se rendent régulièrement en Norvège sur leurs bateaux et y vendent la laine cardée et d’autres produits bruts en échange d’objets de prestige (armes, tapisseries, vêtements, étoffes de lin et tissus de couleur, outils, farine, cire, bols en stéatite, bijoux, orge et houblon pour brasser la bière, bois de charpente).
Certains habitants semblent en mesure de s'enrichir comme le démontrent les quatre sépultures élitaires du IXe et Xe siècles découvertes à Stöðvarfjörður et dans lesquelles se trouvaient plusieurs objets de valeur. L'une de ces tombes qui accueille une femme comportait une paire de ciseaux, un collier de onze perles de verres ainsi que des objets provenant de Norvège.

### Organisation sociale
Les premiers colons, qui selon la tradition fuient l'unification de la Norvège par Harald à la Belle Chevelure, emportent avec eux l'organisation traditionnelle de la société durant l'âge des Vikings. Les Islandais mettent en place une structure gouvernementale à l'échelle locale, sans aucune institution nationale. Les hommes libres ont le droit d'exposer librement leurs opinions, de faire usage d'armes, de commercer librement, et de participer à l'assemblée saisonnière de plein air, le thing, notamment dans le but de résoudre les conflits. Le thing était présidé par le chef local, le goði.
L'isolement du pays était une protection suffisante et l'Islande n'avait par conséquent pas besoin d'une organisation militaire défensive centrale ou locale, basée sur une aristocratie militaire comme il en existe dans la société scandinave à la même époque et les législateurs privilégient les droits des fermiers libres (bóndi) et un pouvoir exercé collectivement.
Bien qu'il existe une hiérarchie sociale (big men, goðar, bœndr, métayers, travailleurs sans terre, affranchis et esclaves), la société islandaise est relativement libre, égalitaire et juste.

## Sources historiques

### Écrits
Les anciennes sociétés germaniques d'Europe du Nord, jusqu'à leur christianisation, avaient pour coutume de ne pas écrire, préférant la tradition orale. Les seules traces écrites de cette époque sont les pierres runiques, comportant une courte inscription écrite en alphabet runique, mais aucune inscription runique n'a été retrouvée sur l'île. Ainsi, les écrits islandais racontant la colonisation de l'île apparaissent seulement au XIIe siècle, après la christianisation de l'Islande survenue en 999-1000, soit 250 ans après les faits relatés, et doivent donc être considérés avec prudence.

#### Íslendingabók
L'Íslendingabók (littéralement « le Livre des Islandais »), écrit par Ari Þorgilsson le Savant, un prêtre catholique, vers 1130, est la plus ancienne source écrite racontant l'histoire de la colonisation de l'Islande. Il s'agit d'une brève chronique sur l'histoire de l'Islande écrite en vieil islandais, de la colonisation jusqu'au début du XIIe siècle en passant par la fondation de l'État libre islandais et la christianisation du pays vers l'An Mil,. Le Livre des Islandais est le premier à utiliser le terme d'« Islandais », et contient également la plus ancienne référence au Vinland dans les écrits en vieux norrois. Il est également le premier à dater le début de colonisation de l'Islande et la christianisation du pays.

#### Landnámabók

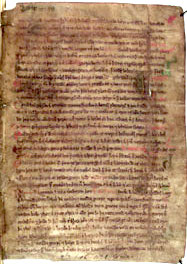
Une page d'un parchemin du Landnámabók conservé à l'Institut Árni Magnússon à Reykjavik.

Le Landnámabók (littéralement « le Livre de la colonisation ») est, avec l'Íslendingabók, l'une des deux principales sources d'informations sur la colonisation de l'Islande. Collaboration de nombreux auteurs, il s'agit d'un catalogue des 435 colons (landnámsmenn) originels de l'île,.
Le manuscrit original, écrit au XIIe siècle peu après la rédaction de l'Íslendingabók par Ari, n'a pas été préservé, mais cinq manuscrits plus tardifs sont actuellement conservés : le Sturlubók (le plus ancien, vers 1280), le Hauksbók (vers 1306) et le Melabók sont les trois plus vieux, écrits durant le Moyen Âge ; les deux autres datent de l'époque moderne : le Skardsárbók (vers 1636), et le Thórdarbók (vers 1670).
Le Landnámabók ayant été écrit plus de 200 ans après les faits relatés, sa véracité historique est contestée,. Certains spécialistes vont même jusqu'à qualifier le Landnámabók de fiction, et il est parfois considéré comme ayant été commandité par les chefs médiévaux de l'Islande pour légitimer leur pouvoir à partir de faits historiques. De plus, le Livre de la colonisation traite essentiellement des hommes libres (fermiers, chefs), sans s'attarder sur les personnes qui les accompagnent (épouses et esclaves), ces derniers étant majoritairement d'origine celtique et non nordique.

#### Sagas des Islandais
Les « sagas des Islandais » (Íslendingasögur) ou « sagas de famille » sont un sous-genre des sagas islandaises, un genre littéraire développé aux XIIe et XIIIe siècles dans l'Islande médiévale. Les sagas des Islandais racontent la vie d'ancêtres des auteurs ayant vécu à la fin de l'âge des Vikings, du IXe au XIe siècle, c'est-à-dire à l'époque de la colonisation et de l'État libre, avant la christianisation de l'Islande, durant une période appelée « âge des Sagas ».

### Archéologie
L'archéologie permet de vérifier la véracité des informations et des dates données dans les sources écrites.

#### Dates
L'étude des téphras permet de confirmer que la colonisation de l'île a débuté aux alentours de l'an 871 comme indiqué par Ari Þorgilsson dans l'Íslendingabók.
Des fouilles archéologiques à Hafnir ont révélé l'existence d'une cabane abandonnée en 770 et 880. Il s'agit du plus ancien vestige connu de la colonisation de l'Islande.
Plusieurs études remettent en cause la validité de la date traditionnelle donnée par Ari Þorgilsson, mais celle-ci reste néanmoins aujourd'hui communément acceptée. Parmi ces études, on compte notamment des analyses au carbone 14 qui suggéraient que la colonisation de l'Islande avait débuté aux VIe siècle et VIIe siècle ; néanmoins plusieurs imprécisions font que ces analyses ne sont plus aujourd'hui considérées comme étant fiables. En outre des fouilles archéologiques réalisées à Reykjavik dans les années 1970 ont révélé des restes de très anciennes habitations sous des vestiges datant de l'époque de la colonisation, ce qui prouverait qu'elles auraient été bâties avant 870.

#### Existence despapar
Malgré d'importantes recherches, aucune trace archéologique n'a formellement prouvé l'existence des papar, les moines irlandais qui auraient connu l'Islande avant l'arrivée des Scandinaves selon l'Irlandais Dicuil ou l'Islandais Ari Þorgilsson. Le principal argument pour leur existence est que ces deux sources concordent sur ce point alors qu'elles sont très probablement indépendantes. Orri Vésteinsson, professeur en archéologie à l'université d'Islande, interprète l'absence de traces archéologiques en supposant que la présence des papar fut limitée et non continue. Else Roesdahl ne remet pas en cause l'existence des papar sans pourtant l'affirmer en déclarant que l'Islande était « peut-être » habitée par des moines irlandais.

### Analyse biologique
À partir du XXe siècle, les découvertes génétiques permettent de trouver de nouvelles sources d'informations sur la colonisation de l'Islande, en particulier l'origine des colons. Si l'analyse de l'ADN montre que la majorité des hommes libres qui ont colonisé l'île venaient de Scandinavie, l'étude de l'ADN mitochondrial révèle que la plupart des femmes avaient des origines celtiques.
L'analyse des groupes sanguins montre que les Islandais modernes sont plus proches biologiquement des Celtes que des Norvégiens (le groupe O est bien plus fréquent chez les Islandais et les Irlandais que chez les Norvégiens). Néanmoins, des études récentes montrent que les épidémies de variole qu'a connues l'Islande ont pu réduire la fréquence des groupes A et AB sur l'île, tandis que la Norvège fut moins touchée par cette maladie. Si tel est le cas, l'analyse des groupes sanguins des Islandais modernes ne peut servir à déterminer l'origine des premiers colons islandais.